# Theodore A. Liebler Jr.
Theodore A. Liebler Jr., all'anagrafe Theodore August Liebler (New York, 31 ottobre 1886 – New York, ottobre 1975), è stato uno sceneggiatore e produttore teatrale statunitense conosciuto con il nome di Liebler.

## Biografia
Nato a Brooklyn nel 1886, il suo nome compare come sceneggiatore in alcuni film muti e in un paio di adattamenti cinematografici di lavori teatrali prodotti dalla sua compagnia, la Liebler & Co.
Nei primi anni del secolo (Novecento), lavorò con  J. Stuart Blackton, riducendo per lo schermo alcuni classici teatrali come Salome di Oscar Wilde e un paio di opere di Shakespeare.

## Filmografia
- Adventures of Sherlock Holmes, regia di James Stuart Blackton - sceneggiatura, cortometraggio (1905)
- Salome, regia di  J. Stuart Blackton - sceneggiatura, cortometraggio (1908)
- Barbara Fritchie: The Story of a Patriotic American Woman, regia di J. Stuart Blackton, cortometraggio (1908)
- Julius Caesar, regia di  J. Stuart Blackton e William V. Ranous - cortometraggio (1908)
- The Merchant of Venice, regia di  J. Stuart Blackton - cortometraggio (1908)
- The Bride of Lammermoor: A Tragedy of Bonnie Scotland, regia di  J. Stuart Blackton - cortometraggio (1909)
- Joseph in the Land of Egypt, regia di Eugene Moore - produzione del lavoro teatrale Joseph and His Brethren (1914)
- Success, regia di Ralph Ince - sceneggiatura  (1923)